# Digráf
A digráf, kettős betű vagy összetett betű (a szabályzatban kétjegyű betű, AkH.12 7. a)) olyan betűkapcsolat, amely két grafémából jön létre, és egyetlen beszédhangot (fonémát) jelöl. A digráf annyiban különbözik a geminátától és egyéb betűkapcsolatoktól, hogy egyetlen különálló hangot jelöl, és nem bontható fel elemekre.

## Kettős betűk a magyar nyelvben
A magyar nyelvben használt digráfok alapvetően négy csoportba oszthatók:
- a cs, dz, gy, ly, ny, sz, ty, zs az ábécé önálló betűit alkotják (az y nem is fordul elő másként a magyarban, csakis digráf részeként, a g, l, n és t hang lágyításaként, bár a gy nem a g, hanem a d lágyított változata);
- a ch nem szerepel az ábécében, noha ez is egyetlen hangot jelöl (l. AkH.12 11., 15., 204., például pech, technika, Richárd);
- a cz, ds, ts, tz és más betűkapcsolatok korábban szintén használatosak voltak, de ma már csak hagyományos írásmódú családnevekben fordulnak elő, akárcsak a cs-ként ejtett ch, vö. AkH.12 12.;
- egyes idegen eredetű közszavakban és tulajdonnevekben, noha a szót egyébként magyaros formában írjuk, előfordul egy-két további kettős betű is: kh (Plutarkhosz, khitón, khmer), th (Thébai, Püthagorasz), ph (kettőzve: Szapphó), l. AkH.12 219., 222.

(A magyarban használt idegen szavakban előforduló digráfokat, például a show szó sh és ow elemét, nem soroljuk ide.)
A kettős betűk alkotóelemei néha véletlenül is egymás mellé kerülhetnek: ezeket természetesen külön-külön olvassuk, például pácsó, őzsuta, kékeszöld.

### Kezelésük a magyar helyesírásban
Elemeik nem választhatók el egymástól sorvégen vagy szótaghatáron. A betűszavakba hagyományosan mindkét tagjuk bekerül (pl. GYSEV), mindkét tagjuk nagybetűvel áll (AkH.12 8.). A betűrendbe soroláskor önálló betűnek számítanak (pl. a cukor után következik a csap szó, hiába előzi meg az s az u-t, l. AkH.12 14. a)). Kezdőbetűként azonban csak az első elemük lesz nagybetűs, például Nyúl, és keresztrejtvényben is külön négyzetbe kerülnek a tagjaik.
Hosszú változatuk leírásakor csak az első betűjegyüket kettőzzük, pl. hosszú, meggy, kivéve ha a két kettős betű két különböző szó határán fordul elő: ilyenkor megőrződik eredeti formájuk (pl. kulcscsont, nagygyűlés), l. AkH.12 92. A szokásos kettőzéssel létrejött alak olykor egybeesik egy egyjegyű betű és egy rövid kettős betű egymás mellé írott formájával, pl. üveggyöngy, karosszék.

## Kettős betűk kezelése más nyelvekben
A digráfok betűjegyei egyes nyelvekben szorosabban kapcsolódnak egymáshoz: a horvát dž, lj, nj kettős betűket például – a magyarral szemben – a rejtvényben is ugyanabba a kockába kell beleírni. Speciális digráf a holland IJ, amelynek mindkét tagja nagybetűre vált, ha szó elején áll, például IJsselmeer, és betűzésnél is gyakran egynek számítják (így már a ligatúrával határos).

## Lásd még
- Kettőshangzó (az írástól függetlenül két beszédhang együttese)
- Kettős betűvel egybeeső betűegyüttest tartalmazó magyar szavak listája